# Casey Stoney
Casey Jean Stoney (sinh ngày 13 tháng 5 năm 1982) là cựu cầu thủ bóng đá người Anh, hiện đang làm huấn luyện viên trưởng cho San Diego Wave FC. Là một hậu vệ bóng đá đa năng, cô đã thi đấu hơn 100 trận cho Đội tuyển bóng đá nữ quốc gia Anh kể từ năm 2000. Sau khi góp mặt trong đội hình tham dự Giải vô địch bóng đá nữ châu Âu 2005, cô là một phần không thể thiếu trong đội tuyển Anh khi đó góp mặt trong trận chung kết Giải vô địch bóng đá nữ châu Âu 2009, tham dự vòng tứ kết của giải Giải vô địch bóng đá nữ thế giới các năm 2007 và 2011. Trong năm 2012, Stoney tiếp nhận chiếc băng đội trưởng của tuyển nữ Anh từ Faye White và trở thành đội trưởng đội tuyển nữ Vương Quốc Anh tham dự Thế vận hội Mùa hè 2012. Cô đã kết thúc sự nghiệp của mình tại Liverpool Ladies. Cô được bổ nhiệm làm huấn luyện viên trưởng đầu tiên của Nữ Manchester United mới thành lập vào ngày 8 tháng 6 năm 2018.

## Sự nghiệp câu lạc bộ
Stoney gia nhập Chelsea Ladies ở tuổi 12 và chuyển đến Arsenal Ladies năm 1999. Cô đã trở thành một cầu thủ Quốc tế người Anh khi cô gia nhập đội Charlton Athletic Ladies vào mùa hè năm 2002 để tìm kiếm cơ hội thi đấu cho đội một. Cô cũng đã nhận được học bổng tại Trung tâm phát triển cầu thủ quốc gia của Hiệp hội bóng đá Anh tại Đại học Loughborough. Trong một mùa giải đầu tiên thành công, Stoney đã dẫn dắt Charlton đến trận chung kết Cúp FA đầu tiên của họ.
Cô góp mặt trong đội hình của Charlton trở thành nhà vô địch FA Women's Premier League Cup năm 2004 và FA Women's Cup năm 2005 sau khi Charlton thắng Everton với tỷ số 1–0, cũng như thắng 2–1 trước Arsenal vào năm 2006 ở FA Women's Premier League Cup. Khi Charlton giải thể đội bóng đá nữ bởi đội bóng đá nam Charlton Athletic bị xuống hạng năm 2007, Stoney bày tỏ ý kiến mạnh mẽ:
Tôi ghê tởm với câu lạc bộ - những người đàn ông bị xuống hạng và chúng tôi bị trừng phạt. Danh hiệu duy nhất của câu lạc bộ trong những năm gần đây đã được đội tuyển nữ giành chiến thắng - và trong bốn mùa giải trước, chúng tôi là đội bóng duy nhất ngoài Arsenal giành được danh hiệu lớn. Bảy tuần trước, chúng tôi đã chơi trước một đám đông kỷ lục tại trận chung kết Cúp FA - đó là trận đấu cuối cùng của chúng tôi và tôi hoàn toàn tiếc nuối cho tất cả mọi người ủng hộ phụ nữ. Tôi chỉ hy vọng rằng những gì đã xảy ra với chúng tôi không ảnh hưởng đến các trận đấu của phụ nữ - nếu không nó sẽ gặp rắc rối nghiêm trọng.

Tháng 7 năm 2007, cô ký hợp đồng với Chelsea Ladies cùng với đồng đội của cô ở Charlton đó là Eniola Aluko. Vào tháng 2 năm 2009, cô trở thành cầu thủ kiêm huấn luyện viên cho đến cuối mùa giải sau khi Steve Jones từ chức. Theo lời đề nghị của Stoney, Matt Beard đã đảm nhận chức vụ quản lý cho mùa giải 2009–10.
Vào ngày 13 tháng 3 năm 2010, Stoney đã tuyên bố trên Twitter với các đối thủ chơi ở FA Women's Super League rằng cô đã ký hợp đồng với Lincoln Ladies để chơi bóng cùng với các đồng đội ở tuyển Anh khi đó là Sue Smith và Jess Clarke. Stoney nói rằng Lincoln đã cung cấp một kế hoạch dài hạn hết sức triển vọng mà Chelsea không thể sánh được. Keith Boanas, là nhà quản lý của cô ở Charlton, cho rằng Stoney là một người ủng hộ Chelsea tất nhiên đó là một quyết định hết sức khó khăn. Stoney tái hợp Arsenal trong hai mùa giải từ năm 2014 với mong muốn giành được nhiều danh hiệu hơn.
Vào ngày 13 tháng 12 năm 2016, Liverpool xác nhận rằng Stoney đã ký hợp đồng với câu lạc bộ. Cô chơi trận cuối cùng tại câu lạc bộ vào ngày 21 tháng 2 năm 2018. Sau đó, cô đã nghỉ hưu để đảm nhận vai trò trợ lý huấn luyện viên cho Phil Neville trong Đội tuyển bóng đá nữ quốc gia Anh.

## Sự nghiệp quốc tế
Cô có trận ra mắt đầu tiên cho Đội tuyển bóng đá nữ quốc gia Anh từ băng ghế dự bị trong trận gặp Đội tuyển bóng đá nữ quốc gia Pháp vào tháng 8 năm 2000. Cô có tên trong danh sách tạm thời 30 cầu thủ tham dự Giải vô địch bóng đá nữ châu Âu 2001 tuy nhiên cô không được góp mặt trong đội hình chính thức gồm 20 cầu thủ mà chỉ ở dạng cầu thủ chờ. Cô có trận chính thức đầu tiên của mình tháng 3 năm 2002 chống lại Đội tuyển bóng đá nữ quốc gia Na Uy, Ở trận đấu đó, mặc dù sở trường của cô là vị trí tiền vệ phòng ngự hoặc hậu vệ phải tuy nhiên cô lại xuất phát ở vị trí hậu vệ trái. Tháng 2 năm 2003, Stoney lần đầu tiên đeo băng đội trưởng khi đội trưởng Karen Walker đã bị thay thế trong trận thua 1-0 trước Đội tuyển bóng đá nữ quốc gia Ý. Bàn thắng quốc tế của cô cho tuyển Anh trong trận thắng 4–0 trước Đội tuyển bóng đá nữ quốc gia Bồ Đào Nha ở giải Cúp Algarve vào tháng 3 năm 2005.
Stoney có tên trong đội hình tham dự Giải vô địch bóng đá nữ châu Âu 2005 được tổ chức tại Anh tuy nhiên cô không được sử dụng điều đó khiến cho cô hết sức thất vọng với mong muốn giã từ sự nghiệp thi đấu Quốc tế của mình. Đến Giải vô địch bóng đá nữ thế giới 2007 được tổ chức ở Trung Quốc, cô được an ủi phần nào khi vị trí không ưa thích của cô được giao cho Rachel Unitt và cô là một trong bốn cầu thủ góp mặt ở hàng thủ thi đấu không thiếu một phút nào tuy nhiên tuyển nữ Anh để thua Đội tuyển bóng đá nữ quốc gia Hoa Kỳ với tỷ số 3-0 trong trận tứ kết. Stoney giành được giải Cầu thủ xuất sắc nhất toàn quốc trong năm 2007–08 trước Anita Asante và Alex Scott. Vào tháng 5 năm 2009, Stoney là một trong 17 cầu thủ nữ đầu tiên được Hiệp hội bóng đá Anh (FA) ký hợp đồng.
Tại giải đấu cuối cùng của Euro 2009 ở Phần Lan, Stoney đã trở lại một cách mạnh mẽ sau khi bị một chiếc thẻ đỏ trong trận thua 2–1 trước Italy để giúp đội tuyển Anh lọt vào trận chung kết. Stoney giải thích rằng đối với nhiều người chơi, đây không chỉ là thời điểm tốt nhất trong sự nghiệp của họ, mà còn là khoảnh khắc hạnh phúc nhất trong cuộc đời họ.
Stoney bắt đầu tất cả bốn trận đấu của tuyển Anh tại Giải vô địch bóng đá nữ thế giới 2011 và thực hiện thành công cú đá luân lưu ở vòng tứ kết trước Tuyển Pháp. Khi người đội trưởng Faye White chấm dứt sự nghiệp thi đấu quốc tế vào năm 2012 vì mang thai, Hope Powell bổ nhiệm Stoney làm đội trưởng đội tuyển Anh mới. "Đó là một vinh dự tuyệt đối, đặc quyền lớn nhất mà tôi từng được trao", đó là phản ứng của Stoney.
Năm 2013, Stoney trở thành thành viên nữ đầu tiên của ủy ban quản lý Hiệp hội các cầu thủ chuyên nghiệp. Cô dẫn dắt nước Anh vào chiến dịch Euro 2013 nhưng toàn đội thực hiện kém và kết thúc ở vị trí cuối cùng, với "sự thất vọng cay đắng" của cô. Khi huấn luyện viên lâu năm của đội tuyển Anh Hope Powell bị sa thải, Stoney bị loại khỏi đội hình huấn luyện viên mới Mark Sampson do chấn thương bàn chân. Sampson thông báo cho Stoney rằng băng đội trưởng của cô đang được xem xét, một quyết định mà cô hiểu được. Stephanie Houghton sau đó được đặt tên là người kế nhiệm của cô với tư cách là đội trưởng.
Sau khi được gọi cho kỳ World Cup thứ ba liên tiếp của mình, Stoney cho biết Giải vô địch bóng đá nữ thế giới 2015 tại Canada sẽ là kỳ World Cup của cô. Chủ yếu là xuất phát từ băng ghế dự bị, Stoney là một phần của đội Anh đầu tiên đủ điều kiện cho trận bán kết. Cô đã chơi trận đấu quốc tế cuối cùng của mình trong trận giao hữu với Pháp vào ngày 21 tháng 10 năm 2017.

### Bàn thắng quốc tế
| # | Ngày                | Địa điểm                          | Đối thủ    | Kết quả | Giải đấu                    | Số bàn thắng |
| - | ------------------- | --------------------------------- | ---------- | ------- | --------------------------- | ------------ |
| 1 | 9 tháng 3 năm 2005  | Estádio de São Luís, Faro         | Bồ Đào Nha | 4–0     | Cúp Algarve 2005            | 1            |
| 2 | 8 tháng 3 năm 2007  | National Hockey, Milton Keynes    | Nga        | 6–0     | Giao hữu                    | 1            |
| 3 | 7 tháng 3 năm 2009  | Sân vận động Paralimni, Paralimni | Pháp       | 2–2     | Cúp Cyprus 2009             | 1            |
| 4 | 1 tháng 3 năm 2010  | Larnaca                           | Thụy Sĩ    | 2–2     | Cúp Cyprus 2010             | 1            |
| 5 | 19 tháng 9 năm 2012 | Sân vận động Bescot, Walsall      | Croatia    | 3–0     | UEFA Euro 2013              | 1            |
| 6 | 19 tháng 6 năm 2014 | Arena Lviv, Lviv                  | Ukraina    | 2–1     | FIFA Women's World Cup 2015 | 1            |

### Olympic London 2012
Vào tháng 6 năm 2012, Stoney góp mặt trong đội hình 18 cầu thủ của đội tuyển Anh tham dự Thế vận hội London 2012. Đội được tuyển chọn bởi huấn luyện viên người Anh Hope Powell và bao gồm 16 cầu thủ Anh cùng với hai cầu thủ người Scotland đó là Kim Little và Ifeoma Dieke. Stoney đã được xác nhận trong vai trò là đội trưởng.
| # | Ngày                | Đại điểm                            | Đối thủ  | Kết quả | Giải đấu                | Số bàn thắng |
| - | ------------------- | ----------------------------------- | -------- | ------- | ----------------------- | ------------ |
| 1 | 28 tháng 7 năm 2012 | Sân vận động Thiên niên kỷ, Cardiff | Cameroon | 3–0     | Thế vận hội London 2012 | 1            |

## Sự nghiệp Huấn luyện
Vào tháng 2 năm 2009, cô trở thành cầu thủ kiêm huấn luyện viên của Chelsea cho đến tháng 6 năm 2009 sau khi Steve Jones từ chức. Cô đã nghỉ hưu vào năm 2018 để đảm nhận một vai trò trong ban huấn luyện của Phil Neville ở Đội tuyển bóng đá nữ quốc gia Anh. Vào ngày 8 tháng 6 năm 2018, cô được bổ nhiệm làm huấn luyện viên trưởng đầu tiên của Đội nữ Manchester United mới thành lập.
Vào ngày 14 tháng 7 năm 2021, Stoney được thông báo là huấn luyện viên trưởng của San Diego Wave FC, đội bóng mới nhất tại Giải vô địch bóng đá nữ quốc gia Mĩ (NWSL), bắt đầu thi đấu từ năm 2022.

### Thống kê Huấn luyện viên
Tính đến ngày 16 tháng 5 năm 2021
| Đội               | Bắt đầu             | Cho đến             | P  | W  | D | L  | Win %  |
| ----------------- | ------------------- | ------------------- | -- | -- | - | -- | ------ |
| Manchester United | 8 tháng 6 năm 2018  | 16 tháng 5 năm 2021 | 77 | 52 | 6 | 19 | 067,53 |
| San Diego Wave FC | 14 tháng 7 năm 2021 | Hiện tại            | 0  | 0  | 0 | 0  | —      |
| Tổng cộng         | Tổng cộng           | Tổng cộng           | 77 | 52 | 6 | 19 | 067,53 |

## Cuộc sống cá nhân
Vào tháng 11 năm 2012, Stoney được xếp hạng thứ 50 trong danh sách Hoa Hồng của tờ báo The Independent về những người đồng tính nam và đồng tính có ảnh hưởng ở Anh. Vào ngày 10 tháng 2 năm 2014, Stoney lần đầu tiên công khai thừa nhận rằng cô là người đồng tính. Cô có mối quan hệ với cựu đồng đội ở Lincoln đó là Megan Harris. Vào ngày 16 tháng 7 năm 2014, cô thông báo rằng Harris đang mang thai sinh đôi. Megan sinh ra cặp song sinh của họ đó là Teddy và Tilly vào ngày 8 tháng 11 năm 2014. Con thứ ba của Stoney tên là Willow Olive sinh ngày 12 tháng 12 năm 2017.
Vào tháng 5 năm 2015, Đại học Essex tuyên bố sẽ trao cho Stoney một bằng danh dự.

## Danh hiệu

### Cầu thủ
- FA Women's Premier League National Division:

2000–01, 2001–02
- FA Women's Cup:

2000–01, 2004–05, 2013–14, 2015–16
- FA Women's Premier League Cup:

1999–00, 2000–01, 2003–04, 2005–06
- Giải thưởng Cầu thủ xuất sắc nhất năm của FA:

2008, 2012
- Đội hình tiêu biểu của PFA:

2014–15, 2015–16

### Huấn luyện viên
Manchester United
- FA Women's Championship:

2018–19